# Сплавний катамаран
Сплавний катамаран — невелике, розбірне судно, яке використовується у водному туризмі. Як правило, складається з двохнадувних корпусів-гондол, з'єднаних каркасом (рамою), виготовлених із дерева або металу (переважно дюралюмінію). Найпоширеніші дво- і чотиримісні катамарани. Рідше зустрічаються шести- і восьмимісні версії. Основне призначення сплавного катамарана — сплав по бурхливих, порожистих річках.
Веслувальники зазвичай розміщуються на спеціальних сидіннях-пірамідках на гондолах порівну з обох бортів. Поза веслувальників — колінна посадка обличчям уперед. Рідше зустрічаються конструкції, в яких місця для веслярів облаштовані в рамі катамарана між гондолами. Існують також інші форми посадок. Сплавні катамарани мало поширені у світі. Виняток — Росія й республіки колишнього СРСР.
Сплавні катамарани вирізняються за такими ознаками:
- Об'єм надувних частин конструкції — від 500 до 4000 літрів.
- Конструкція гондол: щільно склеєні гондоли або негерметичні силові оболонки з розташованими всередині надувними камерами.
- Кількість посадкових місць: як правило, 2, 4, 6 або 8.
- Коротка або довга рама. Рама або проходить практично вздовж усієї довжини гондол, або лише вздовж центральної частини катамарана, в районі сидінь.
- Симетричність і форма носових і кормових обводів.
- Тип і спосіб посадки веслувальників: жорсткі сидіння, надувні сидіння, без сидінь.
- Наявність багажних відділень.
- Матеріал каркаса: алюмінієві трубки або дерев'яні жердини.
- Призначення і категорійна міцність. Існують катамарани для сплаву по спокійній і бурхливій воді (рафтингу). Останні, у свою чергу, мають обмеження на категорійність (0—6) прохідних перешкод. Наприклад: не вище 4-ї категорії.